# Osage Indijanci
Osage (izgovor /osedži/) je pleme Dhegiha Indijanaca, porodica Siouan, s rijeke Osage u Missouriju, danas (2000.) njih oko 18.000 nastanjeni u Oklahomi u okrugu Osage.

## Ime
Ime Osage francuski je krnji oblik njihovog imena Wazhazhe. Osage su se nazivali i imenom Niukonska, u značenju "children of the middle waters" ili "Little Ones of the Middle Waters." Od ranih Francuza nazivani su i imenom Anahou, što su po svoj prilici 'pokupili' od Caddo Indijanaca.  

## Bande i sela
Osedži su bili podijeljeni na 3 bande, dvoje glavne su bile Pahatsi ili Great Osage (Grand Osage, Big Osage) i Utsehta ili Little Osage. Treća banda Santsukhdhi ili Arkansaw (Arkansas) nastaje u ranom 19. stoljeću migracijama oko jedne trećine Grand Osedža, koji 1802. pod vodstvom poglavice Big Tracka naseljavaju rijeku Arkansas. 
Kroz povijest su zapisana sljedeća sela Osedža, neka nose imena poglavica:
- Big Chief, 4 milje od misije na Indian Territory-ju (1850).
- Black Dog, 60 milja od misije na Indian Territory (1850).
- Heakdhetanwan, na Spring Creeku, rukavac Neosho Rivera, Indian Territory.
- Intapupshe, na gornjoj Osage River oko ušća Sac Rivera, Missouri.
- Khdhasiukdhin, na Neosho River, Kansas.
- Little Osage Village, na Osage Reservation, Oklahoma, na zapadnoj obali Neosho River.
- Manhukdhintanwan, na rukavcu Neosho Rivera, Kansas.
- Nanzewaspe, u dolini Neosho valley, jugoistočni Kansas.
- Nikhdhitanwan, tamo gdje se sastaju Sao i Osage River, Missouri.
- Paghuukdhinpe, na zapadnoj strani Verdigris Rivera, Oklahoma.
- Pasukdhin, staro selo, također ime kasnijeg sela na Verdigris River, Oklahoma.
- Santsepasu, nepoznata lokacija.
- Santsukhdhin, ime bande i sela na Verdigris River, Oklahoma, 60 milja od njenog ušća.
- Takdheskautsiupshe, neidentificirano.
- Tanwakanwakaghe, tamo gdje se sastaju rijeke Grand i Osage rivers, Missouri.
- Tanwanshinka, na Neosho River, Oklahoma.
- Wakhakukdhin, na Neosho River, Oklahoma.
- White Hair's Village, na istočnoj strani Little Osage Rivera, na sjeveru sadašnjeg okruga Vernon County, Missouri.

## Povijest
U 17. stoljeću Osedži žive u regiji između Arkansasa i Missourija. Oni su saveznici Francuza i često u ratu s plemenima Cherokee, Chickasaw, Creek, Choctaw i drugima. Prve izvještaje dobivamo od Jacquesa Marquettea (1673). Godine 1714. Osedži sklapaju savezništvo s Francuzima protiv Fox Indijanaca, koji su teško potučeni kod Detroita. Od tog vremena oni su konstantno u ratu sa susjednim plemenima i siju teror, njihovo ime postaje sinonim za neprijatelja.
Početkom 19 stoljeća blizu polovice Big Osaga, pod vodstvom Big Tracka migrira na područje rijeke Arkansas. Njihov broj 1804 procijenjen je na 600, a poznati su kao Arkansaw ili Santsukhdhi. Osedži će ipak već desetoga dana u jedanaestom mjesecu 1808. godine potpisati ugovor kojim svoje zemlje i lovišta u Missouriju i Arkansasu prepuštaju SAD-u, ali tek će 1872. biti potpisan ugovor kojim im se dodjeljuje područje današnjeg okruga Osage. Na ovom rezervatu Osedži će uskoro postati jedno od najbogatijih američkih plemena, i jedna od najbogatijih zajednica na svijetu, godine 1898. na njemu je otkrivena nafta.

## Etnografija
Kultura Osedža je prerijskog tipa, a uz lov na bizona prakticirali su i agrikulturu. Druga važna divljač koju su Osedži lovili bila su jelen, medvjed i dabar. –Sela Osedža sastoje se od dugih kuća (longhouses) prekrivenih rogožinom ili kožama. Šatori-tepee koriste se tijekom lovačke sezone. Socijalna organizacija slična je onoj kod Omaha, s patrilinearnim klanovima i dualnim polovicama koje simboliziraju nebo i zemlju. 'Zemlja' se dalje opet sastoji od  'kopna' i 'vode'. Ceremonije igraju veliku ulogu u plemenskom životu. 
Omaha Indijanac Francis La Flesche, sin posljednjeg Omaha poglavice Iron Eyesa, rođen 1857. na rezervatu Omaha, kaže da Osedži imaju 21 klan, koji se nasljeđuju po očevoj liniji. Pripadnik klana duboko je vezan za klansku životinju, a po vjerovanju pripadnika klana 'Školjka', i 'školjka'-muškarac imat će tako naboranu kožu poput školjke, odnosno doživjet će duboku starost.

## Poznate Osage
Poznate osobe osaškog podrijetla:
- Maria Tallchief, balerina[1]

## Vanjske poveznice
- History of the Osage Nation
- Osage Nation, Indian Territory
- Art of the Osage
- Pawhuska, Oklahoma